# Pomeni imen asteroidov: 86001–87000
Pregled pomenov imen asteroidov (malih planetov) od številke 86001 do 87000, ki jim je Središče za male planete dodelilo številko in so pozneje dobili tudi uradno ime  v skladu z dogovorjenim načinom imenovanja. Pregled je preverjen z Schmadelovim “Slovarjem imen malih planetov” (“Dictionary of Minor Planet Names”). 
Pregled pojasnjuje izvor oziroma pomen imen asteroidov, ki ga je priznala Mednarodna astronomska zveza (IAU). Nekateri asteroidi imajo imajo dodatno pojasnilo o izvoru imena, ki pa vedno ni popolnoma zanesljivo (oznaka “†” ali “‡“). 
| Ime             | Začasna oznaka | Izvor imena |
| 86001–86100     | 86001–86100    | 86001–86100 |
| --------------- | -------------- | --- |
| 86043 Cévennes  | 1999 OE        | Nacionalni park Cévennes (Parc national des Cévennes), južna Francija, v bližini gore Aigoual leži Observatorij Pises (Observatoire des Pises ), ki je kraj odkritja tega asteroida † |
| 86101–86200     |                | |
| 86201–86300     |                | |
| 86279 Brucegary | 1999 UJ1       | Bruce L. Gary, ameriški astronom † Arhivirano 2005-03-06 na Wayback Machine. |
| 86301–86400     |                | |
| 86401–86500     |                | |
| 86501–86600     |                | |
| 86601–86700     |                | |
| 86701–86800     |                | |
| 86801–86900     |                | |
| 86901–87000     |                | |

| Predhodnik: 85001–86000 | Pomeni imen asteroidov Seznam asteroidov (86001-86250) Seznam asteroidov (86251-86500) Seznam asteroidov (86501-86750) Seznam asteroidov (86751-87000) | Naslednik: 87001–88000 |